# Nikolina Kovačić
Nikolina Kovačić est une joueuse de volley-ball croate née le 30 avril 1986 à Rijeka. Elle mesure 1,80 m et joue au poste de réceptionneuse-attaquante. 

## Clubs
| Club              | De        | À         |
| ----------------- | --------- | --------- |
| ŽOK Rijeka        | 1995-1996 | 2007-2008 |
| VBC Voléro Zurich | 2008-2009 | 2008-2009 |
| Oxidoc Palma      | 2009-2010 | 2009-2010 |
| Volley 2002 Forlì | 2010-2011 | 2010-2011 |
| VfB Suhl          | 2011-2012 | 2011-2012 |
| Alemannia Aachen  | 2012-2013 | 2012-2013 |
| Rota Koleji İzmir | 2013-2014 | 2013-2014 |
| Wisła Warszawa    | 2015-2016 | …         |

## Palmarès
- Championnat de Croatie
  - Vainqueur : 2007, 2008.
  - Finaliste : 2006.
- Coupe de Croatie
  - Vainqueur : 2005, 2006, 2007, 2008.